# Mercredi sous les flots
Mercredi sous les flots (titre original : Drowned Wednesday) est le troisième tome de la série littéraire australienne Les Sept Clefs du pouvoir, écrite par Garth Nix. L'action se déroule sur la Terre ainsi que dans l’Océan Frontalier.

## Résumé du roman
Arthur se réveille à l’hôpital, le pied dans le plâtre. Alors que son amie Lilas lui rend visite, une vague géante déferle dans la chambre d’hôpital. Les deux amis sont emportés. Lilas se fait repêcher mais Arthur dérive, il finit par arriver à une bouée qui appartient au menaçant pirate-fantôme Colchique. Arthur est repêché par un bateau, accompagné du Dr. Scamandros il rejoint un port où il fait la rencontre de Rats apprivoisés. Rejoint par Suzy Turquoise Bleue, il va voyager dans l’estomac de Mercredi (à la suite d'un sort Mercredi est transformé en baleine) et trouver le repère du pirate Colchique. Il récupère le testament et bat Colchique. Mercredi réussit à reprendre forme humaine et lui donne la Clef Troisième. Maintenant qu’il a la Clef, Arthur espère rentrer chez lui…